# نساء بلا أثر
نساء بلا أثر رواية للروائي اللبناني محمد أبي سمرا. صدرت الرواية لأوّل مرة في العام 2017 عن رياض الريس للكتب والنشر في بيروت. ودخلت في القائمة الطويلة للجائزة العالمية للرواية العربية لعام 2019، المعروفة باسم «جائزة بوكر العربية».

## حول الرواية
يروي الكاتب اللبناني «محمد أبي سمرا» في هذه الرواية حكاية عن نساء عاصرن فترة ما بين الحرب الأهلية اللبنانية حتى العام 2015، تشتّتن بين كل من بيروت وجنوب لبنان ولوس انجلس وفرساي وباريس. بطلة الرواية رسامة بيروتية من أصل أرمني عايشت حروب لبنان وهجرت بيروت إلى لوس أنجلس، ثم إلى فرساي في فرنسا، حيث تعيش في عزلة من اختيارها. تلتقي الرسامة امرأة لبنانية تدعى سارة، تصغرها بثلاثين سنة. هذه الشابة ناجية من عملية انتحارية وتروي للرسامة سيرة حياتها المضطربة بين دمشق وموسكو وبيروت.